# مارك فرنانديز
مارك فرنانديز (بالإسبانية: Marc Fernández)‏ مواليد 23 يوليو 1987 في إل ماسنو، هو لاعب كرة سلة إسباني بدأ مسيرته الاحترافية في سنة 2007 يلعب مع فريق فالنسيا باسكت. يبلغ طوله 6 قدم 8 بوصة (2.0 م).

## روابط خارجية
- مارك فرنانديز على موقع الاتحاد الدولي لكرة السلة (الإنجليزية)
- مارك فرنانديز على موقع الدوري الإسباني لكرة السلة (الإسبانية)
- مارك فرنانديز على موقع كرة السلة الأوروبية.كوم (الإنجليزية)
- مارك فرنانديز على موقع ريلجم (الإنجليزية)
- مارك فرنانديز على موقع بروبوليرز (الإنجليزية)
- مارك فرنانديز على موقع سبورتس رفرنس (الإنجليزية)